# (1862) Apollo
(1862) Apollo ist der Namensgeber einer Gruppe von Asteroiden, den Apollo-Asteroiden. Dies sind Himmelskörper, deren Bahnen die Erdbahn kreuzen können.
Der Asteroid wurde im Jahre 1932 von Karl Wilhelm Reinmuth entdeckt und nach Apollon, einem Gott der griechischen Mythologie, benannt.
Apollo läuft in einem mittleren Abstand von 1,471 Astronomische Einheiten in rund 650 Tagen auf einer stark exzentrischen Bahn um die Sonne. Dabei kann er sich der Erde bis auf 5 Millionen km nähern.
Anhand von Radarbeobachtungen mit dem Arecibo-Observatorium konnte im Jahr 2005 nachgewiesen werden, dass Apollo von einem kleinen Mond begleitet wird. Der Begleiter hat einen Durchmesser von etwa 75 m und läuft im Abstand von rund 3 km um den Asteroiden.